# О чём молчит Ласточка
«О чём молчи́т Ла́сточка» (ОЧМЛ) — роман, написанный в соавторстве Еленой Малисовой и Катериной Сильвановой. Книга является продолжением романа «Лето в пионерском галстуке», рассказывающего о любви между пионером Юрой и вожатым Володей в пионерском лагере «Ласточка» летом 1986 года.

## Сюжет
Сюжет произведения разворачивается преимущественно спустя 20 лет после расставания героев — в 2006—2007 году на территории Германии и Украины.
По ходу развития событий книга возвращает читателя в лето 1986 года, где рассказывает много нового от лица вожатого Володи.

## Издание
Роман, как и его предыдущая часть, ранее был опубликован в интернете. В августе 2022 года издательство Popcorn Books, выпустившее первую часть, сообщило о выходе «О чём молчит Ласточка». Объём книги составил 688 страниц, изначальный тираж — 200 000 экземпляров.

## Критика
Максим Мамлыга в своей рецензии отметил, что авторы поставили перед собой амбициозную задачу — показать отношения повзрослевших героев, которым уже 36 и 38 лет. «Ведь, согласитесь, приятно знать, что жизнь после 30 есть, и очень счастливая. Все карты выкладывают герои: главное — неугасимое желание быть друг с другом, но больше того и прежде того — умение слушать друг друга, заботиться друг о друге, уважать границы друг друга, желание меняться ради любимого человека»; по мнению Мамлыги, это не просто сиквел, а «серьёзная и основательная книга». Критик Аня Кузнецова относит роман к «литературе травмы», отмечая его родство с романом Кейт Расселл «Моя тёмная Ванесса» и «Событием» Анни Эрно: воспоминания о травмирующем прошлом заставляют обоих героев прибегать к селфхарму и алкоголю.
Книжный блогер Энтони Юлай (Антон Ульянов) раскритиковал роман. По его словам, сюжет произведения, в отличие от предыдущей части, слишком нелинеен и затянут. Также он считает, из-за медленного развития событий концовка выглядит очень глупой, но в то же время книга может иметь терапевтический эффект для тех, кто имеет такие же психологические и ментальные проблемы, как и герои книги.